# Leonid Litvinenko
Leoníd Dmítrievič Litvinénko (in russo Леони́д Дми́триевич Литвине́нко?, in ucraino Леонід Дми́трович Литвиненко?, Leonid Dmytrovyč Lytvynenko; Smila, 28 gennaio 1949) è un ex multiplista sovietico.

## Biografia
All'apice della carriera ha vinto la medaglia d'argento nel decathlon ai Giochi olimpici di Monaco di Baviera 1972.

## Palmarès
| Anno | Manifestazione  | Sede   | Evento    | Risultato | Prestazione | Note |
| ---- | --------------- | ------ | --------- | --------- | ----------- | ---- |
| 1972 | Giochi olimpici | Monaco | Decathlon | Argento   | 8 035 p.    |      |